# أرشيدوق
الأرشيدوق (Archduke) هو أحد أمراء العائلة المالكة في النمسا وفي عهد الإمبراطورية الرومانية المقدسة كان يحكم أرشدوقية النمسا، وكان الأرشيدوق الذي أشعل فتيل الحرب العالمية الأولى هو فرانز فرديناند. وكان اشهرهم الارشيدوق يوحنا النمساوي و كانت هناك ارشيدوقات كدوقة بوروغونيا زوجة الإمبراطور الروماني المقدس ماكسمليان الأول وينحدر اغلب هؤلاء النبلاء من سلالة هابسبورغ الجرمانية الاصل منذ 1472.